# Фундени (Илфов)
Фундени (рум. Fundeni) насеље је у Румунији у округу Илфов у општини Фундени-Доброешти. Oпштина се налази на надморској висини од 76 m.

## Становништво
Према подацима из 2002. године у насељу је живело 2645 становника, од којих су сви румунске националности.